# Kilian Nennhuber
Kilian Nennhuber (* 11. Juli 2004 in Altötting) ist ein deutscher Volleyball- und Beachvolleyballspieler.

## Karriere Halle
Kilian Nennhuber begann das Volleyballspielen beim TSV Mühldorf. Er spielte bis zur Saison 2019/20 in der 3. Liga Ost und anschließend drei Saisons in der 2. Bundesliga Süd unter Cheftrainer Michael Mayer und Co-Trainern Thomas Gailer und Sepp Wolf. Im DVV-Pokal 2021/22 verpassten die Mühldorfer gegen Blue Volleys Gotha knapp den Einzug in das Achtelfinale. Zur Saison 2024/25 spielt er in der 2. Bundesliga Süd unter Cheftrainer Alejandro Kolevich und Co-Trainer Sebastian Dollinger.

## Karriere Beach
Kilian Nennhuber wurde 2019 Dritter bei der Deutschen Meisterschaften U17 in Haltern am See, 2021 Erster bei der Deutschen Meisterschaft U18 in Bottrop und 2021 Zweiter bei der Deutschen Meisterschaft U19 in Laboe, alle zusammen mit Tim Aust. 2023 wurde er zusammen mit Janik Sambale Dritter bei der Deutschen Meisterschaften U20 in Duisburg. 2024 gelang Nennhuber und Partner Fabian Bartsch der 10. Platz bei der Europäischen Hochschulmeisterschaft in Miskolc.